# 一田次郎
一田 次郎（いちだ じろう、1894年（明治27年）12月29日 - 1962年（昭和37年）5月10日）は、大日本帝国陸軍軍人。最終階級は陸軍少将。功四級。

## 経歴
1895年（明治28年）に福岡県で生まれた。陸軍士官学校第29期、陸軍大学校第37期卒業。1938年（昭和13年）7月に参謀本部附となり、1939年（昭和14年）3月に陸軍砲兵大佐に進級し、11月に印度駐箚武官に就任した。
1942年（昭和17年）11月に第54師団参謀長（緬甸方面軍）に就任し、ビルマ方面に出征。1943年（昭和18年）8月に陸軍少将に進級し、1944年（昭和19年）3月22日に緬甸方面軍参謀副長に就任し、4月1日に兼ビルマ国在勤帝国大使館附武官となった。
1947年（昭和22年）11月28日、公職追放仮指定を受けた。